# Ptoboroa pulchrior
Ptoboroa pulchrior is een mosdiertjessoort uit de familie van de Conescharellinidae. De wetenschappelijke naam van de soort is, als Batopora pulchrior, voor het eerst geldig gepubliceerd in 1989 door Gordon.